# Psidium reversum
Psidium reversum är en myrtenväxtart som beskrevs av Ignatz Urban. Psidium reversum ingår i släktet Psidium och familjen myrtenväxter. Inga underarter finns listade i Catalogue of Life.